# Ventenata eigiana
Ventenata eigiana är en gräsart som först beskrevs av Hildemar Wolfgang Scholz och Raus, och fick sitt nu gällande namn av Dogan. Ventenata eigiana ingår i släktet Ventenata och familjen gräs. Inga underarter finns listade i Catalogue of Life.